# François Bonvin
François Bonvin (n. 22 noiembrie 1817, Paris, Franța – d. 19 decembrie 1887, Saint-Germain-en-Laye⁠(d), Île-de-France, Franța) a fost un pictor realist francez.

## Tinerețe
Bonvin s-a născut în condiții modeste la Paris, fiind fiul unui ofițer de poliție și al unei croitorese. La vârsta de patru ani, mama sa a murit de tuberculoză, iar tânărul François a fost lăsat în grija unei bătrâne care l-a hrănit insuficient. Curând, tatăl său s-a căsătorit cu o altă croitoreasă și a readus copilul în familie. S-au mai născut încă nouă copii (dintre care unul a fost Léon Bonvin⁠(d)). Resursele familiei erau foarte limitate și, pentru a înrăutăți situația, mama sa vitregă a început să-l abuzeze și să-l subalimenteze pe François.
Tânărul Bonvin a început să deseneze de la o vârstă fragedă. Potențialul său a fost recunoscut de un prieten al familiei, care i-a plătit școala de desen la vârsta de 11 ani. Bonvin a frecventat cursurile Școlii de Desen din Paris din 1828 până în 1830, când tatăl său l-a făcut ucenic la o tipografie. Bonvin a studiat mai târziu la Académie Suisse⁠(d), dar a fost în mare parte autodidact ca artist. L-a considerat pe François Granet⁠(d), căruia i-a arătat unele dintre desenele sale în 1843, singurul său mentor. Bonvin își petrecea timpul liber la Luvru, unde i-a apreciat în special pe vechii maeștri olandezi și a fost primit de colecționarul Louis La Caze⁠(d).

## Carieră
Bonvin s-a căsătorit cu o spălătoreasă la vârsta de douăzeci de ani, cam în aceeași perioadă în care și-a asigurat un loc de muncă la sediul poliției din Paris, unde a lucrat până în 1850. În această perioadă a contractat o boală care îl va tulbura pentru tot restul vieții.
Bonvin a expus trei tablouri la Salonul din 1849, unde a primit o medalie clasa a treia. A expus la Salonul din 1850 cu Courbet și a fost recunoscut ca un realist de frunte, pictând cu sinceritate viața săracilor pe care îi cunoștea. Picturile sale au fost bine primite de critici și de public. Deși lucrările sale aveau elemente comune cu cele ale lui Courbet, picturile sale la scară modestă nu au fost considerate revoluționare. A fost decorat cu Legiunea de Onoare în 1870.
Subiectele sale erau natura statică și activitățile cotidiene ale oamenilor de rând, pictate într-un stil care amintește de Pieter de Hooch și Jean-Baptiste-Siméon Chardin. Acesta din urmă este cel care este amintit în special de luminozitatea delicată a lui Bonvin.
În 1881 a suferit o operație care nu i-a redat sănătatea și a orbit. În 1886 a avut loc o expoziție retrospectivă a operei sale. A murit la Saint-Germain-en-Laye în 1887.
În 1978, Editions Geoffroy-Dechaume a publicat Les Maitres du XIX Siecle: Bonvin, analiza critică a profesorului Gabriel Weisberg asupra vieții și operei artistului.

## Galerie

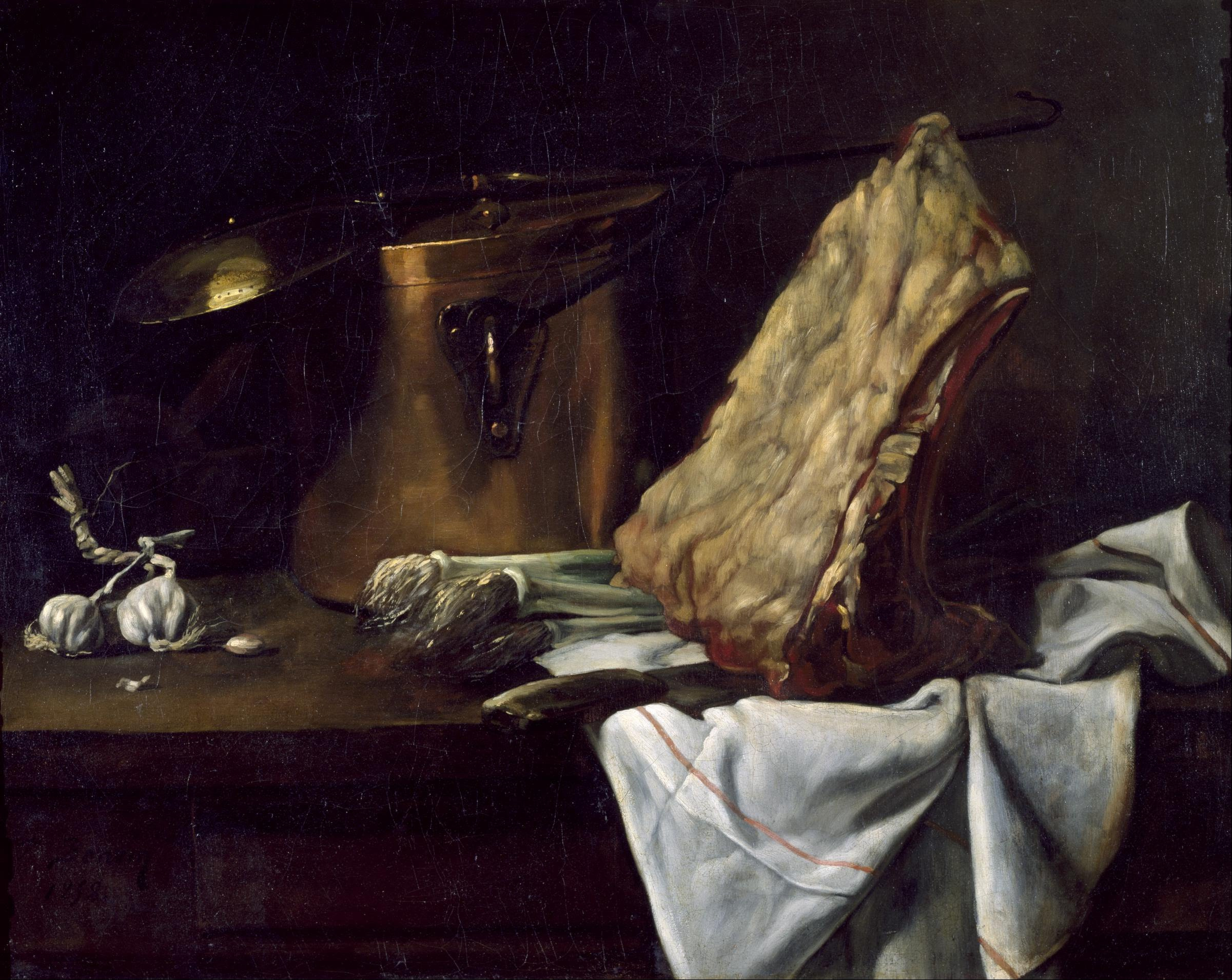
Natura statică, 1858
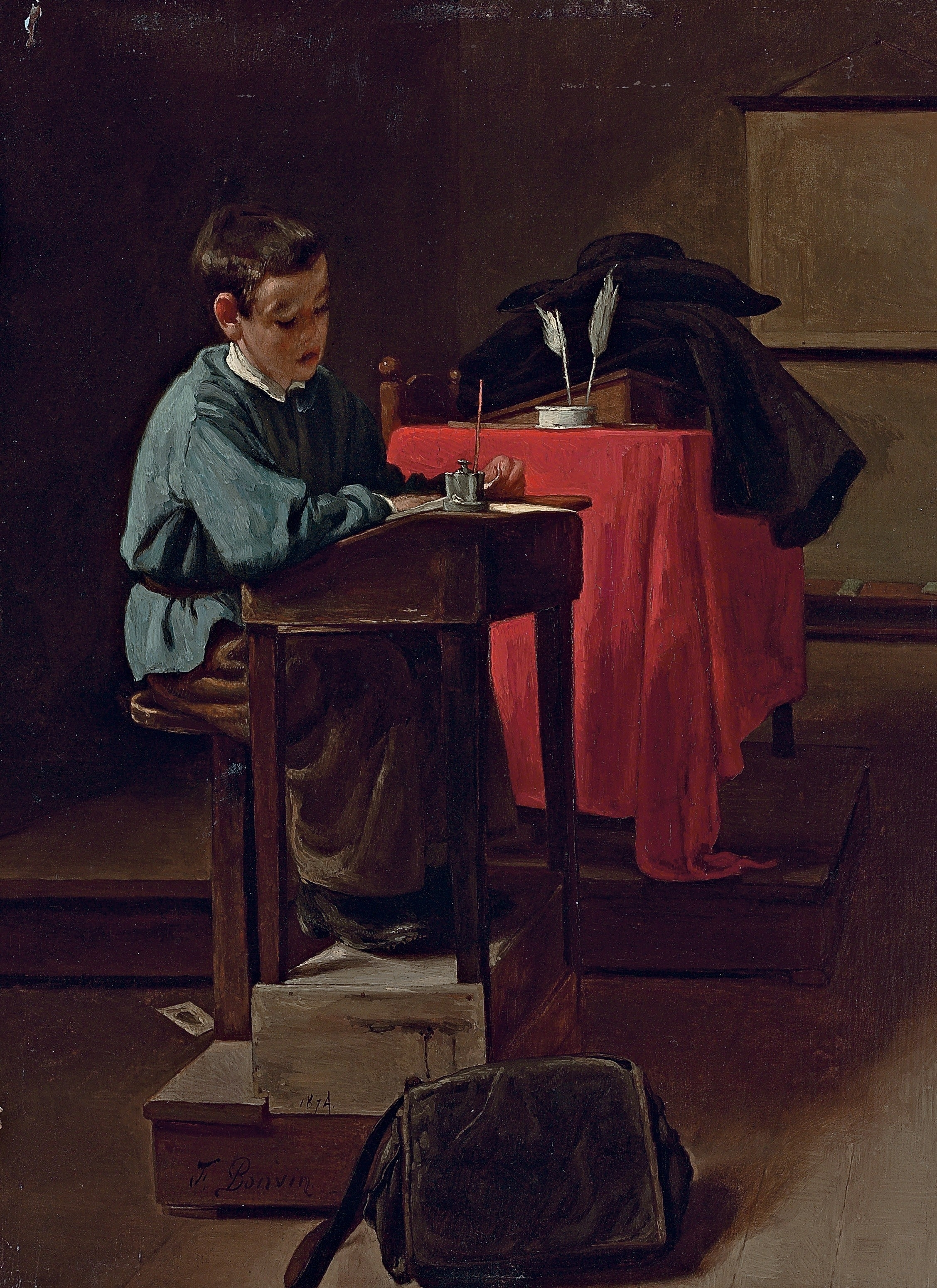
L'écolier, 1874
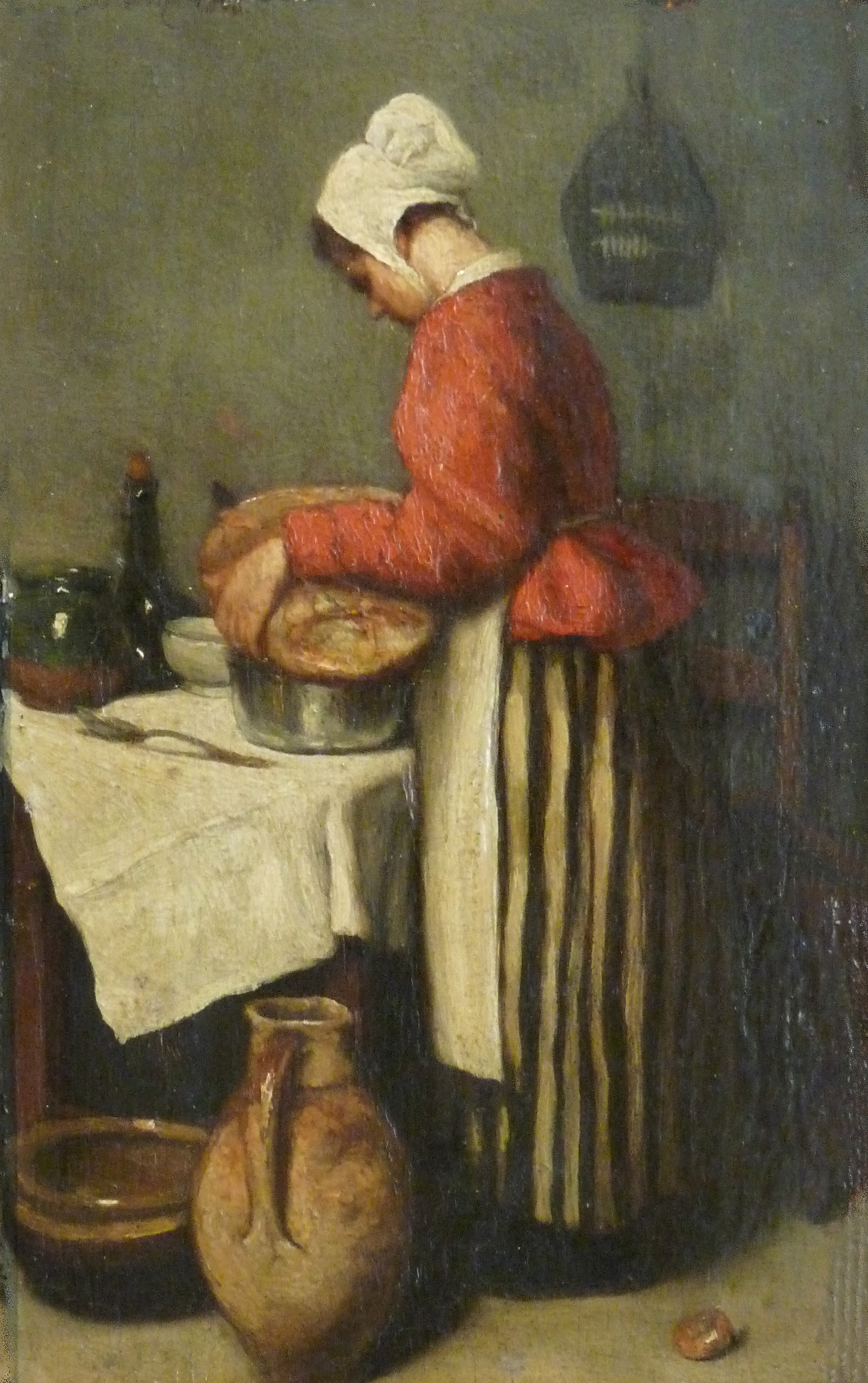
La tailleuse de soupe, c. 1886, Muzeul de arte frumoase din Mulhouse
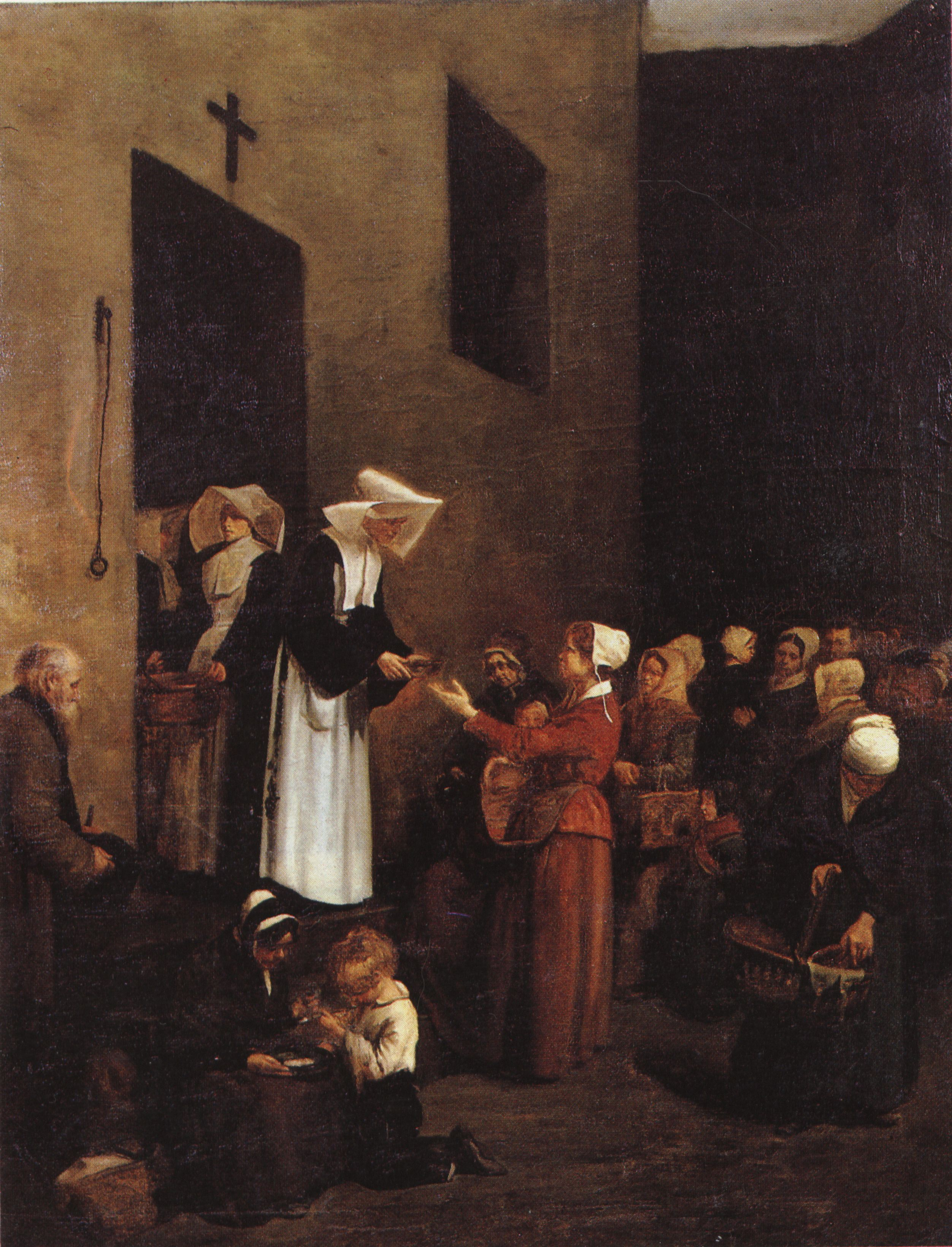
Caritate, 1851